# Papinsko sveučilište Svetoga Križa
Papinsko sveučilište Svetog Križa (latinski: Pontificia Universitas Sanctae Crucis, talijanski: Pontificia Università della Santa Croce) je papinsko sveučilište koje je prije bilo pod vlašću Kongregacije za kršćanski nauk, a kasnije je preuzima osobna prelatura Opus Dei. Akademske kvalifikacije koje se stječu su prvostupnik, magistar i doktor. Od 17. rujna 1986. također je podignut Viši Institut religijskih znanosti.
Sveučilište je smješteno u prestižnoj zgradi na trgu Sant'Apollinare u Rimu, nekad sjedište njemačko-mađarskog kolegija (Germanikuma).
Papinsko sveučilište Svetoga Križa, formalno utemeljen dekretom 9. siječnja 1990. godine, povjereno je Opusu Dei. Njegov kancelar je Prelat Opusa Dei. Sadašnji kancelar je biskup Javier Echevarria.

## Smjerovi studija
- bogoslovni fakultet
- kanonsko pravo
- filozofija
- crkvena komunikacija

## Rektori sveučilišta
- Msgr. Luis Clavell (1997. – 2002.)
- Msgr. Mariano Fazio (2002. – 2008.)
- Vlč. Luis Romera Oñate (2008. – 2016.)
- Vlč. Luis Navarro (2016.–2024.)
- Fernando Puig (2024.–...)

## Vanjske poveznice
- Službene stranice